# Lenzerwische
Lenzerwische är en kommun i Landkreis Prignitz i förbundslandet Brandenburg i Tyskland.
Kommunen bildades 26 oktober 2003 genom en sammanslagning av de tidigare kommunerna Besandten och Wootz.
Kommunen ingår i kommunalförbundet Amt Lenzen-Elbtalaue tillsammans med kommunerna Cumlosen, Lanz och Lenzen (Elbe).